# Ludwig König (Designer)
Ludwig (Lutz) König (* 25. April 1891 in Bad Dürkheim; † 16. April 1974 in Dachau) war ein Keramiker und Industriedesigner. Er war Mitglied im Deutschen Werkbund.

## Leben und Werk

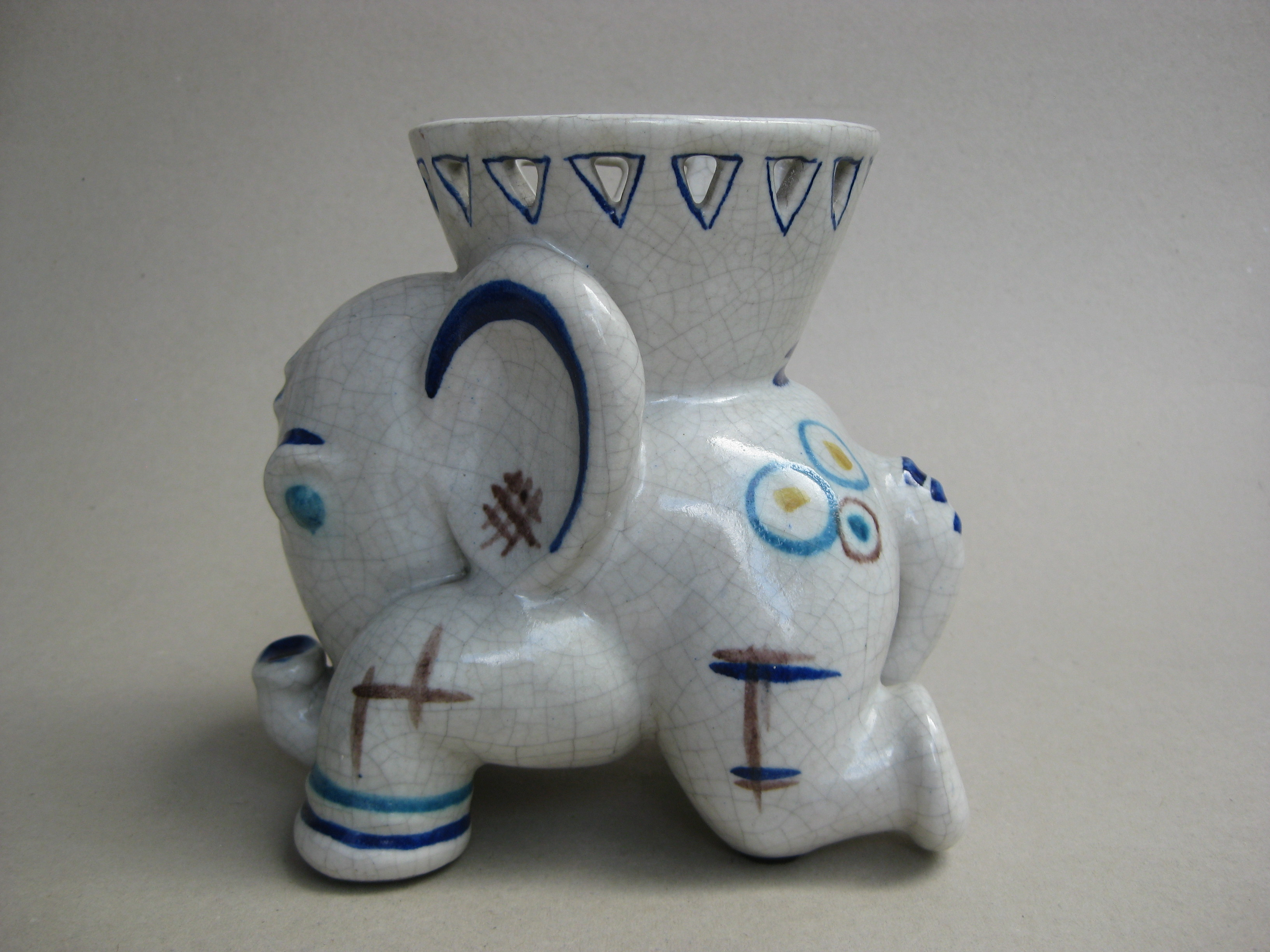
Ludwig König, Großherzogliche Majolika-Manufaktur Karlsruhe, Verdunster Elefantenform.

Ludwig König studierte an den Kunstgewerbeschulen Dresden und München. In München war er Meisterschüler des Jugendstil-Künstlers Richard Riemerschmid.
Auf Empfehlung Riemerschmids leitete König von 1922 bis 1929 das Meisteratelier für keramische Bildhauerei an der Karlsruher-Majolika-Manufaktur, wo er expressive Tierfiguren schuf und zugleich vielfältige Gefäß- und Gebrauchskeramik in einem sachlich-schlichten, industriellen Stil entwarf. Im Jahr 1929 endete die Zusammenarbeit mit der Karlsruher Manufaktur. 1925 erhielt König zusätzlich einen Lehrauftrag für Kleinkeramik an der Badischen Landeskunstschule, wo er ab 1929 als Professor die Keramikfachklasse leitete. Durch seine Tätigkeit in Karlsruhe zählte Ludwig König bald zu wichtigsten Keramikern im deutschen Südwesten.
Königs ehemaliger Lehrer Riemerschmid war 1926 zum Direktor der Kölner Werkschulen berufen worden und hatte dort eine Klasse für künstlerische und technische Formgebung eingerichtet. Im Jahr 1930 berief er König als Professor an die Werkschulen, zeitgleich mit dem Entwerfer Walter Maria Kersting. Königs Vertrag sollte bis 1934 laufen, tatsächlich wurde er schon 1933 entlassen – vermutlich aus politischen Gründen.
Ab 1930 entwarf Ludwig König, aufbauend auf seinen Erfahrungen als Keramiker, für den Dynamit-Nobel-Konzern in Troisdorf eine umfangreiche Kollektion von Haushaltswaren aus dem Kunststoff Pollopas (Aminoplast), was ihn zu einem der wichtigsten deutschen Kunststoff-Designer in der Zeit vor 1945 macht.
Nachdem König nach 1933 zunächst nur freischaffend arbeiten konnte, gelang es ihm, 1941 in Nachfolge Fritz Theilmanns als Lehrer für Modellieren an die Keramische Fachschule Bunzlau (heute: Bolesławiec) zu wechseln. Hier wurde der Lehrbetrieb im Februar 1945 eingestellt.
1945 wurde König zum Direktor der Fachschule für Keramik in Landshut berufen. Dieses Amt übte er bis 1953 aus.
Ludwig König starb 1974 in Dachau.